# Paavo Arhinmäki
Paavo Erkki Arhinmäki, född 13 december 1976 i Helsingfors, är en finländsk politiker.
Mellan åren 2009 och 2016 var han partiordförande för Vänsterförbundet i Finland, och innan dess, mellan åren 2001 och 2005 var han ordförande för Vänsterunga. Han var riksdagsledamot från 2007 till 2021 (invald från Helsingfors valkrets), då han utnämndes till biträdande borgmästare för kultur- och fritidssektorn i Helsingfors. Från 22 juni 2011 till 4 april 2014 var han kultur- och idrottsminister i Jyrki Katainens koalitionsregering.
Arhinmäkis modersmål är finska. Han tog studenten vid Alphyddans lyceum 1995 och är nu politices studerande. Han är ett stort fan av fotboll och AIK.

## Utmärkelser
- Kommendörstecknet av Finlands Lejons orden,  6 december 2015[2]
- Finlands idrottskulturs förtjänstkors,  26 februari 2024[3]

[Redigera Wikidata]